# Chiếc gương của phù thủy
Chiếc gương của phù thủy (tiếng Hàn: 마녀보감; Romaja: Manyeobogam) là một phim truyền hình Hàn Quốc diễn viên chính là Yoon Shi-yoon, Kim Sae-ron, Lee Sung-jae, Yum Jung-ah và Kwak Si Yang. Nội dung phim lấy cảm hứng từ quyển sách Dongui Bogam thay thế cho Ms. Temper and Nam Jung-Gi và phát sóng trên kênh truyền hình cáp JTBC vào thứ sáu và thứ bảy lúc 20:30 (KST) dài 20 tập từ ngày 13 tháng 5 đến ngày 16 tháng 7 năm 2016.

## Nội dung
Nội dung nói về chàng trai trẻ Heo Jun (Yoon Shi-yoon) và Seo-ri (Kim Sae-ron) được sinh ra là (vương nữ) công chúa nhưng đã mang thân phận trở thành phù thủy.
Mẹ của Seo-ri là vương phi Shim (Jang Hee-jin) không sinh được con.Cô đã đến gặp phù thủy (Yum Jung-ah) để giúp cô có thể sinh con. Với sự giúp đỡ của ma thuật phù thủy Hong-joo, hoàng hậu Sim đã song thai một cặp trai-gái. Cô gáiSeo-ri, bị một lời nguyền và bỏ rơi tại một vùng núi. Cô đã gặp Heo Jun tại đây.

## Diễn viên

### Diễn viên chính
- Yoon Shi-yoon vai Heo Jun
- Kim Sae-ron vai (vương nữ) công chú Seo-ri / Yeon-hee
- Lee Sung-jae vai Choi Hyun-seo
- Yum Jung-ah vai Shaman Hong-joo
- Kwak Si Yang vai Poong-yeon

### Hoàng tộc
- Jang Hee-jin vai Queen Shim
- Lee Ji-hoon vai Vua Seonjo
- Yeo Hoe Hyun vai vương thế tử để hạ Sunhoe

### Người của Sogyeokseo (소격서)
- Lee Yi-kyung vai Yo-kwang
- N/A vai Cheon-choo
- N/A vai Cheon-kwon
- N/A vai Ok-hyung
- N/A vai Gae-yang

### Gia đình Heo Jun
- ko [Jo Dal-hwan] vai Heo Ok
- N/A vai Heo Yoon

### Vai phụ
- Moon Ga-young vai Sol-gae[4]
- Choi Sung-won vai Dong-rae
- ko [Kwon Hyuk-poong]
- Kim Yong-ho
- Kim Won-jin
- Song Yong-ho
- Kim Seung-pil
- ko [Hwang Mi-young (actress); Hwang Mi-young] vai So-yaeng
- Lee Ga-kyung
- Go Eun-min
- Song Kyung-hwa
- Kim Seo-yeon
- ko [Son Young-soon]
- Lee Gyu-bok
- Kim Chae-eun
- Nam Tae-boo
- Min Do-hee vai Soon Deuk, trợ lý Heo Jun

### Khách mời
- Kim Young-ae vai Vương phi Yoon
- Lee David vai Vua Myeongjong
- ko [Jeong In-seon] vai Hae-ran, mẹ của Seo-ri
- ko [Yoon Bok-in] vai Mrs. Ok, mẹ của Poong-yeon
- Jeon Mi-seon vai Mrs. Son, mẹ kế Heo Jun
- Kim Hee-jung vai Mrs. Kim

## Đánh giá
Bảng dưới đây, màu xanh thể hiện cho đánh giá thấp nhấp và màu đỏ thể hiện cho đánh giá cao nhất.
| Tập        | Ngày phát sóng      | Lượt xem trung bình | Lượt xem trung bình | Lượt xem trung bình |
| Tập        | Ngày phát sóng      | AGB Nielsen Ratings | AGB Nielsen Ratings | TNmS Ratings        |
| Tập        | Ngày phát sóng      | Toàn quốc           | Vùng thủ đô Seoul   | Toàn quốc           |
| ---------- | ------------------- | ------------------- | ------------------- | ------------------- |
| 1          | 13 tháng 5 năm 2016 | 2.606%              | 2.401%              | 2.2%                |
| 2          | 14 tháng 5 năm 2016 | 1.830%              | 2.063%              | 1.9%                |
| 3          | 20 tháng 5 năm 2016 | 2.422%              | 2.616%              | 2.2%                |
| 4          | 21 tháng 5 năm 2016 | 1.903%              | —                   | 1.7%                |
| 5          | 27 tháng 5 năm 2016 | %                   | %                   | %                   |
| 6          | 28 tháng 5 năm 2016 | %                   | %                   | %                   |
| 7          | 3 tháng 6 năm 2016  | %                   | %                   | %                   |
| 8          | 4 tháng 6 năm 2016  | %                   | %                   | %                   |
| 9          | 10 tháng 6 năm 2016 | %                   | %                   | %                   |
| 10         | 11 tháng 6 năm 2016 | %                   | %                   | %                   |
| 11         | 17 tháng 6 năm 2016 | %                   | %                   | %                   |
| 12         | 18 tháng 6 năm 2016 | %                   | %                   | %                   |
| 13         | 24 tháng 6 năm 2016 | %                   | %                   | %                   |
| 14         | 25 tháng 6 năm 2016 | %                   | %                   | %                   |
| 15         | 1 tháng 7 năm 2016  | %                   | %                   | %                   |
| 16         | 2 tháng 7 năm 2016  | %                   | %                   | %                   |
| Trung bình | Trung bình          | %                   | %                   | %                   |

Ghi chú: Bộ phim này phát sóng trên kênh truyền hình cáp/trả phí nên nó thường có tỉ lệ người xem thấp hơn truyền hình miễn phí/kênh công cộng (KBS, SBS & MBC & EBS).

## Phát sóng quốc tế
- Philippines - GMA Network
- Việt Nam - VTV2 VTV3